# Костычевка
Костычевка (каз. Костычев) — упразднённое село в Фёдоровском районе Костанайской области Казахстана. Ликвидировано в 2009 году. Входило в состав Коржинкольского сельского округа. Находится примерно в 34 км к югу от районного центра, села Фёдоровка. Код КАТО — 396849105.
На западе находится озеро Жакуней, в 3 км к западу — Саватколь, в 5 км к западу — Саржав, в 3 км к северо-востоку — Тызгун, в 7 км к северо-западу — Караколь, в 6 км к северо-западу — Большое Коянды, в 13 км к юго-востоку — Шакирт, в 6 км к юго-западу — Жубалы, в 10 км к юго-востоку — Кемебайколь, в 13 км юго-востоку — Каиндыколь, в 10 км к юго-западу — Манбай, в 10 км к югу — Темир, в 11 км к юго-западу — Алаколь, в 17 км к юго-востоку — Шукырколь, в 19 км к юго-востоку — Кумнаколь, в 16 км к юго-востоку — Есенколь, в 22 км к юго-востоку — Узынколь, в 19 км к юго-востоку — Малый Маматек, в 18 км к юго-востоку — Большой Маматек, в 19 км к югу — Сор, в 20 км к юго-западу — Егинколь, в 22 км к юго-западу — Байшалкар, в 22 км к югу Узынколь, в 26 км к юго-западу — Сартайколь, в 25 км к югу — Бегежан.

## Население
В 1999 году население села составляло 168 человек (85 мужчин и 83 женщины). По данным переписи 2009 года в селе проживали 32 человека (17 мужчин и 15 женщин).